# فريدريك إتش. غيليت
فريدريك إتش. غيليت هو محامي وسياسي أمريكي، ولد في 16 أكتوبر 1851 في ويستفيلد في الولايات المتحدة، وتوفي في 31 يوليو 1935 في سبرينغفيلد في الولايات المتحدة. نشط حزبياً في الحزب الجمهوري.

## مناصب
- انتخب عضو مجلس الشيوخ الأمريكي [الإنجليزية]‏ عن دائرة Massachusetts Class 2 senate seat ‏ وقد انضم خلال فترته النيابية [الإنجليزية]‏ (4 مارس 1929 – 4 مارس 1931) للكتلة البرلمانية الحزب الجمهوري.
- انتخب عضو مجلس الشيوخ الأمريكي [الإنجليزية]‏ عن دائرة Massachusetts Class 2 senate seat ‏ وقد انضم خلال فترته النيابية [الإنجليزية]‏ (4 مارس 1927 – 4 مارس 1929) للكتلة البرلمانية الحزب الجمهوري.
- انتخب عضو مجلس الشيوخ الأمريكي [الإنجليزية]‏ عن دائرة Massachusetts Class 2 senate seat ‏ وقد انضم خلال فترته النيابية [الإنجليزية]‏ (4 مارس 1925 – 4 مارس 1927) للكتلة البرلمانية الحزب الجمهوري.
- انتخب الناطق باسم مجلس النواب الأمريكي (19 مايو 1919 – 3 مارس 1925).
- انتخب عضو مجلس نواب ماساتشوستس ‏.
- انتخب عضو مجلس النواب الأمريكي [الإنجليزية]‏.

## وصلات خارجية
- فريدريك إتش. غيليت على موقع إن إن دي بي (الإنجليزية)